# Berit Spong

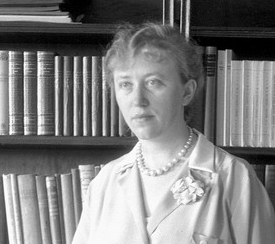
Berit Spong (1940)

Berit Gustava Frideborg Spong (* 5. Februar 1895 in Vinnerstad, Östergötlands län; † 14. Juli 1970 in Snavlunda, Örebro län) war eine schwedische Schriftstellerin und Dichterin.

## Leben und Karriere
Spong wurde in der Gemeinde Vinnerstad, Östergötland, geboren. Sie wuchs in der Nähe von Motala auf. Spongs Mutter war Lehrerin und ihr Vater Architekt. In den 1920er Jahren unterrichtete Spong als Lehrerin in weiterführenden Schulen. 1924 brachte sie den von Kritikern gelobten Gedichtsammelband Högsal och örtagård heraus. 1925 heiratete sie ihren Ehemann Bertil Malmrot, der ebenfalls Lehrer war. 1926 fing Spong an, Romane und Kurzgeschichten zu veröffentlichen. Spongs Werke handeln zumeist von weiblichen Figuren und spielen häufig im ländlichen Östergötland. 1970 brachte Spong ihr letztes Werk, Morris och hans rivaler heraus. Im Juli desselben Jahres starb sie.

## Bibliografie
Deutsche Übersetzungen
- Wolken über Härnevi (1941, schwedisch: Spelet på Härnevi)
- Die Fuchsgrube : Erzählungen (1942, die ersten beiden Erzählungen sind aus dem Kurzgeschichtenband I Oestergyllen entnommen, die dritte Erzählung aus dem Kurzgeschichtenband Kungsbuketten)
- Der Birkenpsalm (1948)
- Wie eine Mohnblume im Weizen. In: Volker Tarnow, Helga Schönweitz (2013): Das romantische Schweden: 1790 bis 1940; Reisen durch eine unbekannte Kultur

Schwedische Werke
- Högsal och örtagård (1924)
- I Östergyllen (1926)
- Kungsbuketten (1928)
- Lärkornas land (1929)
- Slottet på rullgardinen (1934)
- Sju år i Närke (1935)
- Dam med parasoll (1937)
- Spelet på Härnevi (1938)
- Sommarbrev (1940)
- Nävervisan (1942)
- Svarta tavlan (1946)
- Sjövinkel (1949)
- Vårt eget (1950)
- Bröder i Christo (1952)
- Strängnäs (1953)
- Ingen sommarhimmel (1957)
- Under svart vimpel (1958)
- Vägen genom ängarna (1961)
- Kråknatten (1963)
- Barnen från Tarrow (1967)
- Historier kring Vättern (1968)
- Historier från hemtrakten (1969)
- Morris och hans rivaler (1970)